# شانه‌آرواره
شانه‌آرواره(نام علمی: Ctenochasma) نام یک سرده از راسته پتروسور است.